# Телл Афінський
Телл (грец. Τέλλος) — афінський державний діяч, згаданий у «Історіях» Геродота, де мудрець Солон описує його як найщасливішу людину.
Ця характеристика виникла під час обміну думками між Солоном та багатим царем Лідії Крезом. Коли Крез, вихваляючись своїм величезним багатством, запитав Солона, чи знає він когось щасливішого за нього, Солон відповів своїм знаменитим висловом: «Не називай людину щасливою, поки вона не померла». У цьому контексті він навів Телла як приклад щастя і послався на нього як на визначний приклад своєї філософії.
Цитуючи Геродота:

Телл… мав як красивих, так і добрих дітей, і він бачив усіх своїх онуків з народження, і всі залишалися живими… І кінець його життя був найяскравішим: коли афіняни воювали проти сусідів в Елевсині, прийшовши на допомогу і розгромивши ворога, він помер найкрасивішою смертю, і афіняни поховали його публічно саме там, де він впав, і дуже його шанували.

Його «ідеальне» життя допомагає історикам робити висновки про давньогрецькі ідеали щодо найбільш почесного і гідного способу життя.
Після опису Телла як найщасливішої людини, Солон зазначає, що другими найщасливішими людьми були брати Клеобіс і Біто.